# 塞韦里亚努梅卢
塞韦里亚努梅卢是巴西北大河州的一个市镇。总面积157.833平方公里，总人口10714人，人口密度67.9人/平方公里。